# Carbajales de Alba
Carbajales de Alba est un petit village situé au nord-ouest de la province de Zamora dans le département de Castille-et-León en Espagne.
La population de Carbajales de Alba est d´environ 700 habitants.